# Câmara de Contas do Tribunal Superior Administrativo, Fiscal e de Contas
Die Câmara de Contas do Tribunal Superior Administrativo, Fiscal e de Contas (deutsch Rechnungsprüfungskammer des Oberster Verwaltungs-, Steuer- und Rechnungshof), kurz Câmara de Contas CC, ist nach Abschnitt 129 der Verfassung Osttimors als einzige Instanz für die Kontrolle der Rechtmäßigkeit der öffentlichen Ausgaben und die Beurteilung der staatlichen Rechnungsführung im Land zuständig. Die Verfassung legt auch fest, dass die Ausführung des Haushaltsplans im Rahmen der Wirtschafts- und Finanzorganisation durch den Rechnungshof und durch das nationale Parlament überwacht wird. Die Câmara de Contas bearbeitet Klagen zur Beilegung von Streitigkeiten aus Rechts-, Steuer- und Verwaltungsverhältnissen, trifft die Entscheidung über streitige Berufungen gegen Entscheidungen der staatlichen Organe, ihrer Amtsträgern und Beauftragten und übt weitere gesetzlich festgelegte Funktionen aus.

## Mitglieder
Der Präsident der Câmara de Contas wird aus den Reihen seiner Richter für eine Amtszeit von vier Jahren vom Nationalparlament gewählt und vom Staatspräsident ernannt. Derzeit ist Deolindo dos Santos, Präsident des Tribunal de Recurso de Timor-Leste gleichzeitig Präsident des Tribunal de Recurso de Timor-Leste.